# Альт-азимутальне монтування

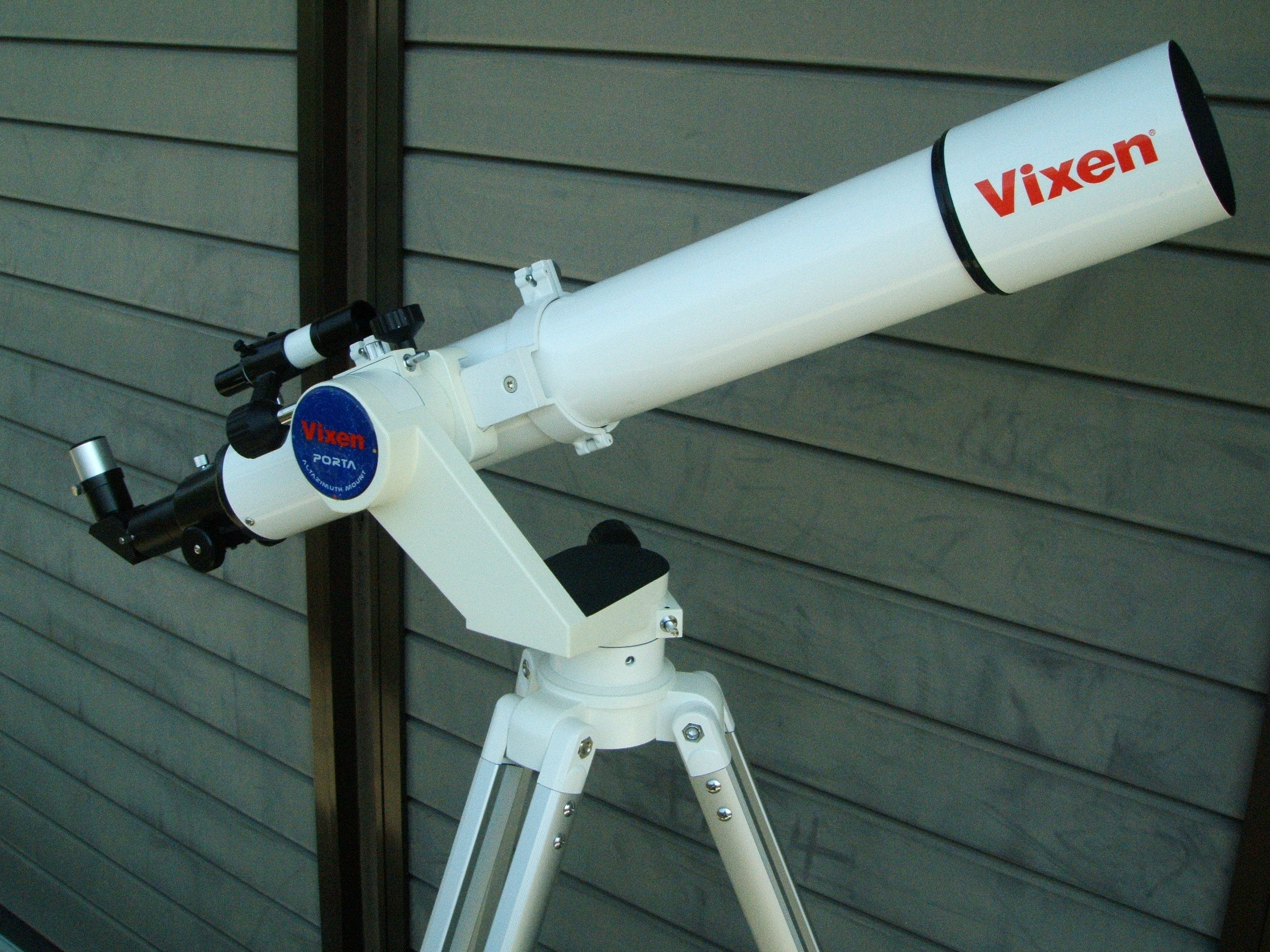
Аматорський телескоп на альт-азимутальному монтуванні

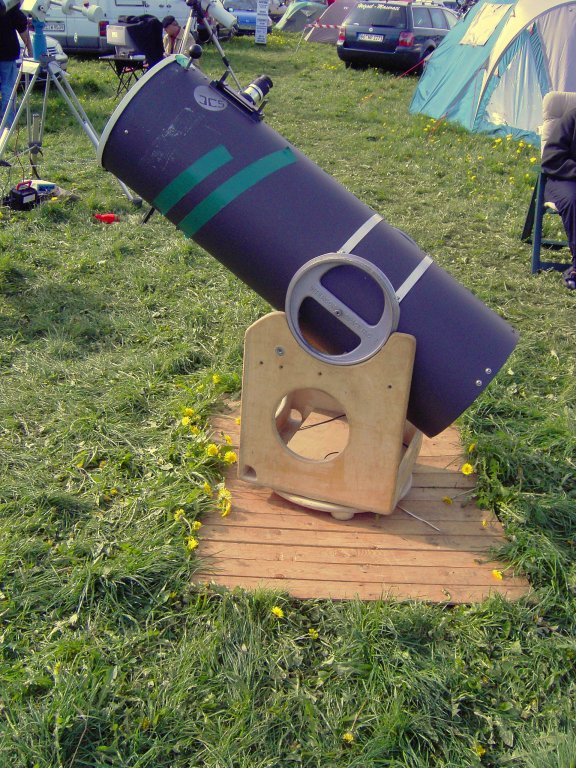
Альт-азимутальне монтування Добсона

Альт-азимутальне монтування (азимутальне монтування) — монтування телескопа, що має вертикальну і горизонтальну осі обертання, які дозволяють повертати телескоп за висотою («альт» від англ. altitude) і азимутом і направляти його в потрібну точку небесної сфери.

## Керування
Для стеження за космічними об'єктами, що переміщуються небесною сферою внаслідок добового обертання Землі, телескоп потрібно повертати одночасно навколо обох осей з різними змінними швидкостями. Ще складніший принцип керування використовують в альт-азимутальних монтуваннях, призначених для астрознімання.
Для керування ними необхідно забезпечувати нерівномірний знакозмінний рух по двох координатах з похибкою, що не перевищує десятих часток діаметра зображення зорі, а крім того компенсувати обертання об'єктів спостереження у фокальній площині. Отже, керування оптичним телескопом на альт-азимутальному монтуванні ведеться за трьома координатами: азимутом, зенітною відстанню і паралактичним кутом.
У старих наукових телескопах, що будувалися до появи сучасних комп'ютеризованих систем керування, а також в аматорських телескопах, переважає екваторіальне монтування, за якого обертати з постійною швидкістю необхідно лише 1 вісь. Однак, порівняно з альт-азимутальним, екваторіальне монтування має більшу вагу, розмір, ціну і складнішу будову. Альт-азимутальне монтування мало придатне для аматорської астрофотографії і більше підходить для спостережень за наземними об'єктами.

## Застосування
З іншого боку, альт-азимутальне монтування застосовується в сучасних великих телескопах, оскільки вертикальне розташування однієї з осей дозволяє значно зменшити та спростити за характером деформації системи під дією сили тяжіння, що має принципове значення за значної маси телескопа.
У професійних оптичних телескопах таке монтування вперше застосовано в СРСР для БТА. Найбільший у світі (2009 рік) телескопи Кека і Великий Канарський телескоп також використовують цей тип монтування.
Через величезну вагу параболічних антен азимутальні монтування застосовуються в радіотелескопах.